# 蔣正一
蔣 正一（朝鮮語ラテン翻字: Jang Jeong-il、チャン・ジョンイル、1962年1月6日 - ）は韓国の小説家。大邱広域市出身。

## 略歴
1962年1月6日、大邱広域市に生まれる。1984年、雑誌『言語の世界』に『강정간다(江亭行く)』他4編の詩を発表し、登壇した。1987年には『東亜日報』新春文芸に戯曲『실내극(室内劇)』が当選した。1987年、初の詩集『햄버거에 대한 명상(ハンバーガーに対する瞑想)』を発表し、この作品で第7回金洙暎文学賞を最年少で受賞して話題となった。
蔣が興味を持っていた分野であるジャズを素材にした小説『너희가 재즈를 믿느냐(お前たちはジャズを信じるか)』が評壇の注目を浴び、また『내게 거짓말을 해봐(私に嘘をついてみろ)』は、淫乱物として法的判断の対象になり、出版社が本を回収し、蔣は拘束収監された。また同作品は映画化され、原作とともにその淫乱性について大きな話題となった。蔣は小説で伝統的な家族関係の解体の中でアイデンティティを失くした主人公たちの倒錯的な性関係を露骨に表現し、非難を浴びたりもした。しかし一方で、消費社会に生きる人間の生活を独創的に形象化する作家であり、韓国のポストモダニズム小説を代表する作家として評価された。

## 年譜
- 1962年1月6日、大邱広域市に生まれる[1]。
- 1987年、第7回金洙暎文学賞受賞。

## 代表作品
- 1987年、햄버거에 대한 명상(ハンバーガーに対する瞑想) [3][4]
- 1988年、길 안에서의 택시잡기(道の中でのタクシーを捕まえる)、서울에서 보낸 3주일(ソウルで過ごした3週間)
- 1989年、통일주의(統一主義)
- 1990年、아담이 눈뜰 때(アダムが目を覚ますとき)
- 1992年、너에게 나를 보낸다(あなたに私を送る)
- 1994年、너희가 재즈를 믿느냐(お前たちはジャズを信じるか)
- 1995年、긴 여행(長い旅)
- 1996年、내게 거짓말을 해봐(私に嘘をついてみろ)
- 2005年、보트하우스(ボートハウス)
- 2005年、주목을 받다(注目を浴びる)
- 2007年、고르비 전당포(ゴルビ質屋)